# Ephesia separata
Ephesia separata är en fjärilsart som beskrevs av Freyer 1848. Ephesia separata ingår i släktet Ephesia och familjen nattflyn. Inga underarter finns listade i Catalogue of Life.